# Chimichurri

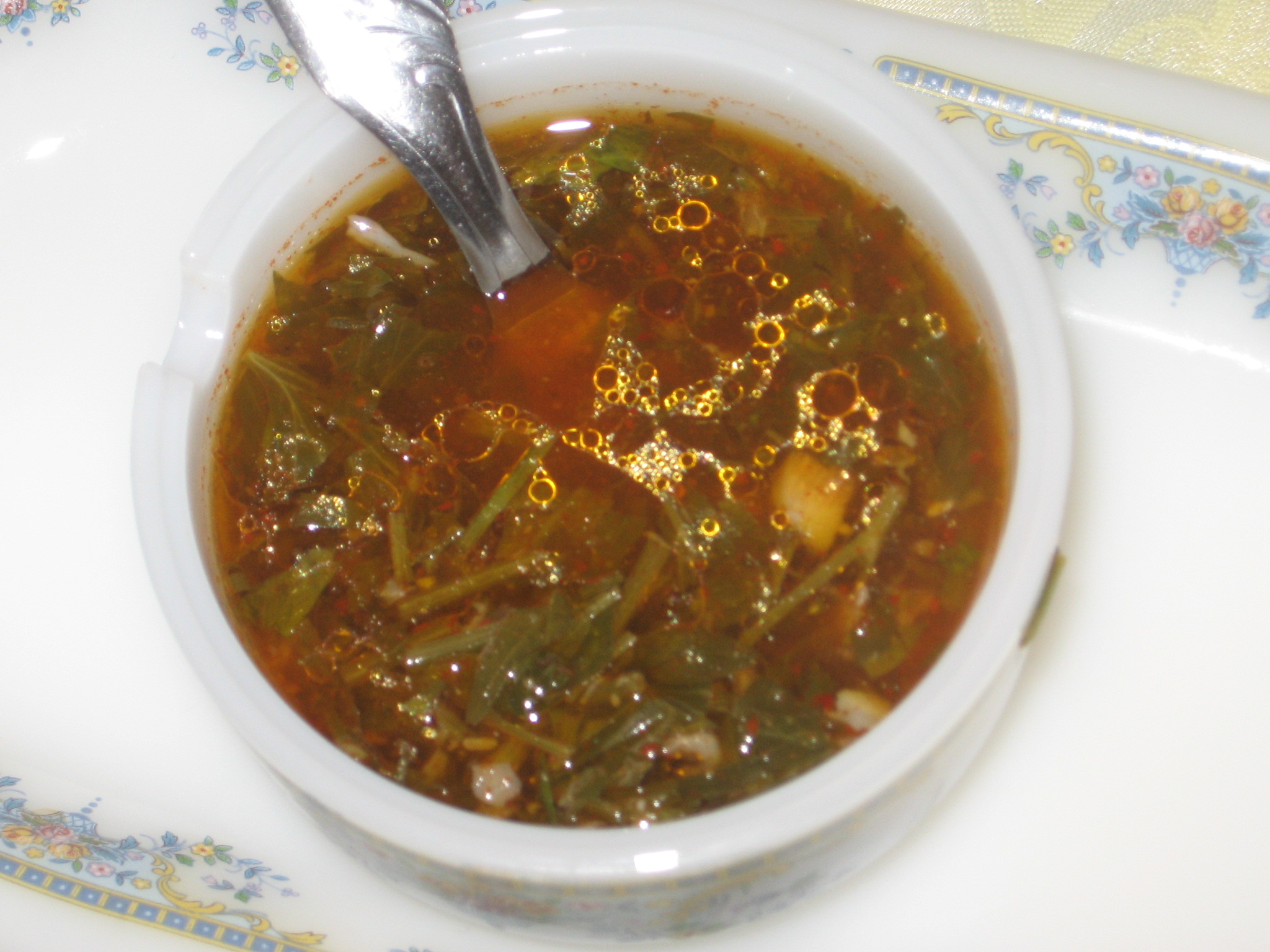
Chimichurri

 Chimichurri  (o abreujat Chimie) és una salsa argentina de consistència líquida, molt condimentada i els ingredients fonamentals són all, oli, vinagre, pebre roig i sal. S'hi acostuma a afegir orenga, pebre, farigola, llorer, ceba i julivert.
Típica a l'Argentina i en menor mesura Uruguai, semblant al pebre xilè. Generalment és una salsa picant que es fa servir per acompanyar les carns rostides, els choripans o per marinar peixos i aus, també s'usa com a guarniment d'amanides. Aquesta salsa té la qualitat de realçar el sabor de la carn i hom considera que ha contribuït a la fama internacional del rostit argentí.

## Preparació
El chimichurri es preparava a base de salmorra cap a la meitat del segle xix, posteriorment seria substituïda per vinagre. En la seva preparació s'utilitzen com a ingredients base: all, oli, vinagre, pimentó i sal. Poden afegir altres condiments com orenga, pebre, farigola, llorer, ceba, julivert, Morrón, mostassa en pols i cibulet. Els ingredients sòlids són triturats en un morter i després abocaments a l'emulsió d'oli i vinagre, es barregen i es deixen macerar per uns dies.
Hi ha dues classes de chimichurris, els suaus i els forts, els segons es caracteritzen pel fet que tenen major quantitat de pimentó, especialment el pimentó picant.

## Etimologia
El nom de la salsa prové probablement del basc tximitxurri, traduït aproximadament com a "barreja de coses diverses sense cap mena d'ordre"; molts bascos s'instal·laren a l'Argentina i l'Uruguai durant el segle xix.
Hi ha, però, nombroses falses etimologies que miren d'explicar-ne l'origen de forma creativa. Entre d'altres, la del gourmet argentí Miguel Brascó, segons el qual la paraula chimichurri prové dels britànics que van ser fets presoners després de les Invasions britàniques del Riu de la Plata, a principis del segle xix, qui més tard es quedarien a residir en territori argentí. D'acord amb aquesta versió, els britànics demanaven el condiment per als seus menjars utilitzant una paraula composta de mots aborígens, espanyols i anglesos, usant che-mi-curri per che-mi-salsa o give me curri per dona'm el condiment. Una altra teoria per l'origen de la paraula "chimichurri", prové d'un comerciant anglès anomenat com Jimmy Curry, de qui es diu que va inventar aquesta salsa i els argentins per la dificultat de pronunciar el seu nom van crear el terme.
En un article de la revista LNR del diari La Razón de Buenos Aires, Argentina, es refereix la història d'un immigrant irlandès anomenat James McCurry, el nom en diminutiu, Jimmy, va ser castellanitzat juntament amb el seu cognom com Yimi Churri. Per tal de satisfer el seu desig per la introbable (a l'Argentina) salsa Worcestershire, s'hauria recorregut als ingredients disponibles, en combinacions que van esdevenir la salsa coneguda avui com a chimichurri.

## Actualitat
El 2010, una parella de cuiners, l'espanyol Cristóbal Guilarte i l'argentina Paula Girón, va guanyar el premi Label basc, a Guipúscoa (País Basc), amb una recepta de gelatina de chimichurri.